# Рамла
Рамла (хебр. רמלה, арап. ‏الرملة) је град у Израелу и административно средиште Централног округа. Захвата повшину од око 10.000 км² и налази се на 80 m надморске висине. Према процени из 2007. у граду је живело 64.900 становника.
Рамлу је основано око 716. године нове ере арапски освајач Умајад Калиф сулејман ибн Абед ел Малик.

## Становништво
Према процени, у граду је 2007. живело 64.900 становника.
| 1983.  | 1995.  |
| ------ | ------ |
| 42.244 | 57.356 |

Већину чине Јевреји (80%), док остатак чине Арапи.

## Градови побратими
- Канзас Сити
- Вон
- Морс
- Даугавпилс
- Кјелце
- Мекеле
- Виборг
- Чељабинск
- Феодосија

## Галерија
- Торањ у Рамли
- Поглед на град
- Рамла